# بنجامین لی اسمیت
بنجامین لی اسمیت (۱۲ مارس ۱۸۲۸–۴ ژانویه ۱۹۱۳) کاوشگر شمالگان و یات‌سوار انگلیسی بود. وی نوهٔ مخالف برده‌داری ویلیام اسمیت می‌باشد. خواهر او باربارا بودیچون فعال حقوق زنان بود.

## نگارخانه

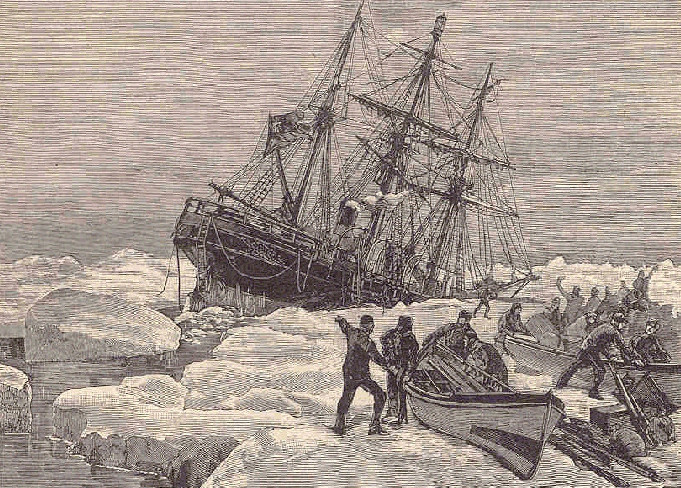
فرورفتن کشتیِ آیرا متعلق به بنجامین لی اسمیت در سال ۱۸۸۱
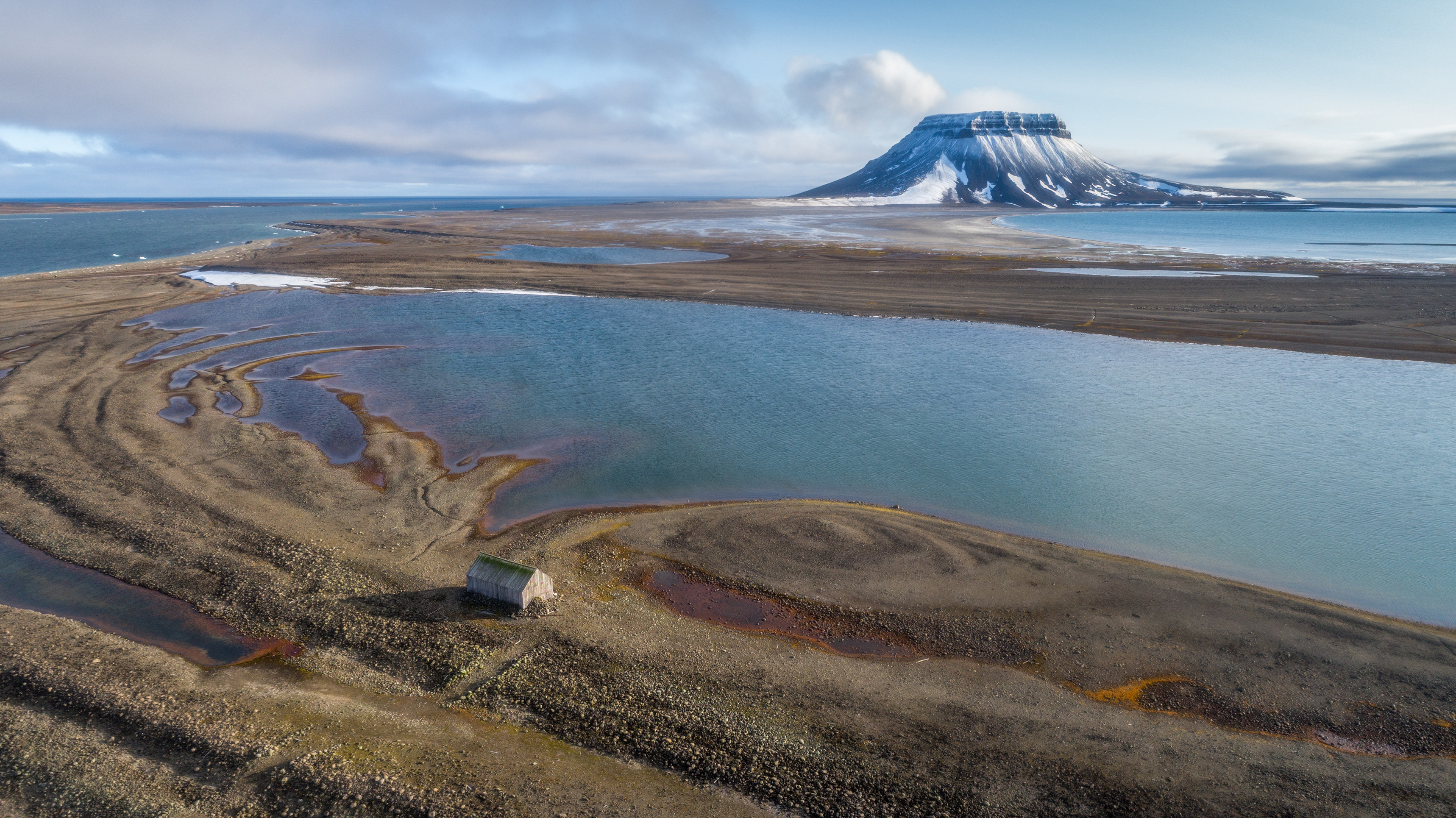
کلبهٔ آیرا واقع در جزیره بل که مدتی محل زندگی و اکتشافات بنجامین لی اسمیت بود، سرزمین فرانتس یوزف